# Nokia 9210 Communicator
Nokia 9210 – model trzeciej generacji smartfonów z serii "Komunikatorów" (platforma Series 80), stworzony przez Nokię w 2000 roku. Jest dużo lepsza od poprzedniczki – Nokii 9110, ze względu na kolorowy wyświetlacz, nowszy system (Symbian), szybszy procesor i pojemniejszą pamięć. Jest jednym z niewielu modeli umożliwiających wysyłanie i odbieranie faksów. Posiada również możliwość połączenia z internetem poprzez łącze GPRS (udostępnione z innego telefonu poprzez IrDA).
Zamknięta może być używana jako normalny telefon komórkowy, lecz po otwarciu ukazuje się duży wyświetlacz 640x200, umożliwiający m.in. korzystanie z internetu, oglądanie klipów czy rozmowę w trybie głośnomówiącym.
Poza ulepszonym modelem 9210i, ze zwiększoną pojemnością pamięci i wsparciem dla większych kart MMC, istnieją wersje:
Nokia 9290 - Z amerykańskim pasmem komórkowym
Nokia 9210c - Sprzedawana w Chinach
Nokia 9210e - Sprzedawana przez sieć Orange w Europie

Jest do niej przeznaczonych wiele akcesoriów, m.in.:
- Słuchawka HDC-8L
- Aparat zewnętrzny Concorde Eye-Q IR, z matrycą o rozdzielczości 0,3 Mpx
- Moduł GPS LAM-1, dający możliwość korzystania z map samochodowych

- Karty pamięci MMC (zaczynając od najmniejszych 4MB przeznaczonych do 9110)
- Stacja dokująca DCH-10
- Kabury
- Zestaw samochodowy CAR-K